# Nghĩa Mỹ, Tư Nghĩa
Nghĩa Mỹ là một xã thuộc huyện Tư Nghĩa, tỉnh Quảng Ngãi, Việt Nam.
Xã Nghĩa Mỹ có diện tích 4,43 km², dân số năm 1999 là 5797 người, mật độ dân số đạt 1309 người/km².